# Fitz John Porter
Fitz John Porter (Portsmouth (Nou Hampshire), 31 d'agost de 1822 - Morristown (Nova Jersey), 21 de maig de 1901), (de vegades escrit FitzJohn Porter o Fitz-John Porter), fou un oficial de carrera de l'Exèrcit dels Estats Units, i un general de la Unió durant la Guerra Civil dels Estats Units.
És més conegut per la seva actuació en la Segona batalla de Bull Run i la seva subsegüent cort marcial.
Després d'això, treballà intensament per restaurar la seva malmesa reputació durant gairebé 25 anys, i finalment va aconseguir ser readmès al seu anterior rang dins de l'exèrcit.